# Omni Calculator
Omni Calculator – polski startup rozwijający technologie pomagające w rozwiązywaniu problemów o podłożu matematycznym. Jego głównym produktem jest anglojęzyczny serwis internetowy omnicalculator.com zawierający ponad 1700 kalkulatorów.

## Historia
Pierwszą wersją projektu był nieistniejący już serwis percentagecalculator.info, opublikowany w grudniu 2011 roku. Interfejs nie dzielił zmiennych na wejściowe (podawane przez użytkownika) i wyjściowe (wynikowe). Użytkownik sam decydował, które zmienne poda, a które zostaną obliczone. Ta funkcjonalność nadal pozostaje centralnym elementem technologii Omni.
W październiku 2012 Mateusz Mucha, założyciel serwisu, opublikował aplikację Kalkulator Procentowy na telefony z systemem Android.  Przetłumaczona na 15 języków zawierała 8 związanych z procentami kalkulatorów i szybko zyskała na popularności. Przepisana od podstaw druga wersja aplikacji została opublikowana w App Store i Google Play w czerwcu 2014. Zawiera 17 kalkulatorów i w praktycznie niezmienionej formie funkcjonuje nadal. Do grudnia 2018 została pobrana przez ok. 3,9 mln użytkowników.
W październiku 2014 projekt wziął udział w programie akceleracyjnym Axel Springer Plug and Play w Berlinie. Trzymiesięczny pobyt zaowocował powstaniem spółki Omni Calculator. Wtedy też zapadła decyzja o finansowaniu spółki ze środków własnych (bootstrapping). W marcu 2016 opublikowano serwis omnicalculator.com i 105 pierwszych kalkulatorów. W pierwszych tygodniach serwis odwiedzało ok. 20 tys. internautów miesięcznie.  
W grudniu 2018 Omni Calculator rozwijany jest przez 21 osób. Trzon merytoryczny zespołu serwisu tworzą w większości pracownicy naukowi krakowskich i warszawskich uczelni. W styczniu 2018 roku serwis odwiedzany był ponad 1,8 mln razy miesięcznie, w styczniu 2019 –  3,75 mln razy miesięcznie. Większość użytkowników serwisu (ok. 60%) pochodzi ze Stanów Zjednoczonych.

## Misja
Celem Omni Calculator jest umożliwienie użytkownikom podejmowania racjonalnych decyzji w oparciu o liczby. Serwis służy jako narzędzie do szybkiego przeprowadzenia obliczeń stanowiących podstawę do decyzji o skutkach ekonomicznych, zdrowotnych lub ekologicznych. Jednym z celów startupu jest utrzymanie wysokiego poziomu user experience, by tworzone narzędzia były maksymalnie intuicyjne w obsłudze.

## Kampanie społeczne
Zgodnie ze swoją misją Omni Calculator realizuje kampanie społeczne mające na celu zwiększenie świadomości społeczeństwa w zakresie tematów dotyczących ekologii, zdrowia i nierówności społecznych.
Najbardziej udane kampanie społeczne zrealizowane przez Omni Calculator to:
- Kalkulator smogowy, stworzony we współpracy z Krakowskim Alarmem Smogowym (autorzy: Kacper Pawlik i Dominik Czernia) – narzędzie obliczające równowartość wypalonych papierosów we wdychanym powietrzu w zależności od miasta. Szkodliwość smogu oceniana jest poprzez oszacowanie zawartości benzo[a]pirenu[9][10].
- Rower kontra samochód (autorka: Bogna Haponiuk) – kalkulator obliczający pozytywne skutki zamiany samochodu na rower podczas codziennego dojazdu do pracy. Wśród wymienionych korzyści znajdują się m.in. wydłużenie życia oraz redukcja emisji dwutlenku węgla[11][12][13].

- Kalkulator opalania (autorka: dr med. Małgorzata Koperska) – narzędzie oblicza czas, jaki można bezpiecznie przebywać na słońcu, biorąc pod uwagę warunki atmosferyczne, fototyp skóry oraz wskaźnik ochrony przeciwsłonecznej kremu z filtrem[14][15][16].

- Kalkulator uzależnień (autor: Mateusz Mucha) – kalkulator szacujący skrócenie przewidywanej długości życia na skutek uzależnień od alkoholu, papierosów lub substancji odurzających[17][18].
- Rzuć palenie i oszczędzaj (autorzy: Piotr Małek i Mateusz Mucha) – narzędzie przeliczające wypalane papierosy na ich równoważność pieniężną[19][20].
- Kalkulator alternatyw wobec social media (autorzy: Jacek Staszak i Mateusz Mucha) – kalkulator obliczający korzyści wynikające z innych sposobów wykorzystania czasu spędzanego na mediach społecznościowych[21][22].
- Kalkulator alternatyw wobec oglądania telewizji (autor: Piotr Małek) – narzędzie podobne do kalkulatora alternatyw wobec social media, szacujące korzyści wynikające z rezygnacji z telewizji[23][24].
- Kalkulator różnicy płacowej (autorzy: Hanna Pamuła i Tibor Pal) – kalkulator poruszający problem nierówności płacowych kobiet i mężczyzn w zależności od zawodu i pochodzenia[25][26].
- Kalkulator plastikowych śmieci (autorka: Hanna Pamuła) – narzędzie szacujące całkowitą masę śmieci z tworzywa sztucznego produkowanych przez jedną osobę[27][28].
- Kalkulator rozgrzanego samochodu (autorzy: Dominik Czernia i Łukasz Białek) – kalkulator analizujący zmiany temperatury w rozgrzanym samochodzie oraz wynikające z tego zagrożenie zdrowia i życia pozostawionych w środku dzieci[29][30].
- Kalkulator śladu węglowego mięsa (autorki: Hanna Pamuła i Aleksandra Zając) – kalkulator poruszający problem śladu węglowego i problemów zdrowotnych wynikających z nadmiernego spożycia mięsa[31][32].
- Kalkulator niedopałków papierosów (autorki: Bogna Haponiuk i Natalia Nazim) – kalkulator analizujący problem wpływu niedopałków papierosów na środowisko[33][34].
- Kalkulator dystansu społecznego (autorzy: Anna Szczepanek i Dominik Czernia) – kalkulator zwiększający świadomość społeczną odnośnie do konieczności pozostawania w domu podczas pandemii koronawirusa[35][36].
- Kalkulator skuteczności maseczek (autorzy: Joanna Michałowska i Dominik Czernia) – kalkulator ilustrujący jak ważne jest noszenie maseczek w przestrzeni publicznej[37].
- Kalkulator kolejki szczepionkowej (autorki: Aleksandra Zając i Dominika Miszewska) – kalkulator pozwalający oszacować indywidualny termin szczepienia przeciwko chorobie COVID-19[38][39].

## Budowa portalu
Treść w serwisie podzielona jest na trzynaście kategorii, każda dotycząca innej dziedziny. Są to:
- chemia
- budownictwo
- konwersja jednostek
- ekologia
- życie codzienne
- finanse
- jedzenie
- zdrowie
- matematyka
- fizyka
- sport
- statystyka
- inne

Dodatkowa czternasta kategoria zawiera kalkulatory tworzone w ramach kampanii społecznych realizowanych przez Omni Calculator.